# Dieter Sattler
Dieter Sattler, né le 2 février 1906 à Munich et mort le 9 novembre 1968 à Rome, est un architecte allemand actif dans la politique culturelle et la politique culturelle étrangère. Il fut ambassadeur de la République fédérale d'Allemagne auprès du Saint-Siège de 1966 à 1968.

## Famille
Dieter Sattler est le fils de l'architecte Carl Sattler et le petit-fils du sculpteur Adolf von Hildebrand. Il était marié à Maria Clara Sattler née Schiedges (1910-1973) de 1933 jusqu'à sa mort. Ils eurent six enfants, dont Christoph Sattler (* 1938), également architecte et cofondateur du cabinet d'architectes Hilmer & Sattler et Albrecht, ainsi que Martin Sattler, professeur de droit à Heidelberg, et Stephan Sattler (* 1947), journaliste et ancien chef du département culturel de FOCUS. Dieter Sattler était le beau-père de l'historien bavarois Dieter Albrecht.

## Vie
Dieter Sattler est diplômé du Wilhelmsgymnasium de Munich en 1924. Il termine ses études d'architecture, puis d'économie politique, à l'Université de Munich en 1929 avec un diplôme d'architecture et travaille comme architecte à Munich et Berlin de 1929 à 1939. Après son doctorat en tant que Dr.-Ing. Au cours des années suivantes, en 1931, il effectue plusieurs séjours plus longs à l'étranger, au cours desquels il apprend à parler couramment l'anglais, le français et l'italien.
En 1940, il fut enrôlé dans la Wehrmacht, mais après avoir participé à la campagne de France, il est affecté à des tâches de construction à Linz et à Munich qui furent importantes pour l'effort de guerre de la fin de 1940.
En 1945, en tant que personne politiquement indifférente, il est chargé par l'administration de la zone d'occupation américaine de réaliser des travaux architecturaux pour la reconstruction des bâtiments de la Königsplatz de Munich . Entre 1945 et 1947, il fut employé au point de collecte central de Munich du gouvernement militaire américain. Il a également été président de l'association professionnelle des architectes et ingénieurs civils de Munich.
En 1946, il rejoint la nouvelle Union chrétienne-sociale et est membre du conseil d'administration de l'État de 1947 à 1951.
En 1947, il devient secrétaire d'État aux Beaux-Arts au ministère bavarois de l'Éducation et de la Culture. Il occupe cette fonction dans les cabinets Ehard I et Ehard II jusqu'à la fin de l’année 1950, et participe de manière significative à la fondation de l'Institut d'histoire contemporaine, de l'Académie bavaroise des beaux-arts et de l'Institut central d'histoire de l'art. De 1950 à 1952, il fut président de l'Association allemande de la scène et en 1951 et 1952, président du Conseil de la radiodiffusion de la radio bavaroise.
En juillet 1952, il entre au service du ministère des Affaires étrangères en tant que directeur ministériel et se rend à l'ambassade de la République fédérale d'Allemagne à Rome en tant qu'officier culturel avec rang de conseiller d'ambassade jusqu'en 1959. Lorsque les conflits politiques et culturels entre la RDA et la République fédérale d'Allemagne atteignirent leur paroxysme, Sattler devint en 1959 chef du département culturel du ministère des Affaires étrangères en tant que directeur ministériel et participa à la création des écoles allemandes à l'étranger et de l'Institut Goethe. .
De 1966 jusqu'à sa mort en 1968, Dieter Sattler est ambassadeur de la République fédérale d'Allemagne auprès du Saint-Siège.
Comme Adolf von Hildebrand, Dieter Sattler est enterré au cimetière d'Oberföhring. Les funérailles ont eu lieu le 14 novembre 1968 à St. Lorenz. Une dernière messe spirituelle solennelle a eu lieu le 18 novembre 1968 à Santa Maria dell'Anima, l'église de la communauté catholique germanophone de Rome.

## Distinctions
- Ordre du mérite bavarois (1961)
- Ordre du Sol du Pérou (1964)
- Croix de Commandeur avec étoile de l'Ordre de Grégoire du Pape Paul VI. (1965)
- Grande Croix du Mérite de l'Ordre du Mérite de la République fédérale d'Allemagne (1968)